# Sadad
Sadad (arabisch صدد, DMG Ṣadad, reichsaramäisch ܨܕܕ, syrisch ܣܕܕ) ist eine Ortschaft in Syrien. Sie liegt etwa 60 km südlich von Homs und 101 km nordöstlich von Damaskus im Qalamun-Gebirge, das zum Anti-Libanon zählt. In Sadad lebten im Jahre 2004 laut Zensus 3503 Menschen, zu etwa 90 % Christen, die der Syrisch-Orthodoxen Kirche von Antiochien angehörten. Nach kurzzeitiger Besetzung und Verwüstung des Ortes 2013 durch die Al-Nusra-Front verließen viele Einwohner ihren Heimatort. Dennoch gilt Sadad als Vorzeigeort für den Wiederaufbau.

## Geschichte
Sadad ist eine sehr alte Ortschaft, die wahrscheinlich mit dem biblischen Zedad (hebräisch צְדָד / Tzedad) übereinstimmt, so in Numeri (Num 34,8 ) und bei Hesekiel (Ez 47,15 ).
Das Christentum hielt sich in dem abgelegenen Ort auch nach der islamischen Eroberung der Levante im 7. Jahrhundert, während das ursprünglich hier gesprochene Westaramäische durch das Arabische verdrängt wurde. Spuren des Aramäischen im arabischen Dialekt von Sadad wurden von Fadel M. Mubaraka (2010) untersucht. Sadad war Bischofssitz und hatte nach Berichten des maronitischen Patriarchen und Historikers Istifan al-Duwayhi eine enge Verbindung mit dem Kloster Dair Mar Musa al-Habaschi.
Im 19. Jahrhundert, als der Ort zum Osmanischen Reich gehörte, wurde Sadad laut einem Bericht von 1881 mit Barrikaden aus Adobe befestigt, um sich vor Angriffen durch Beduinen zu schützen.
Im Dezember 2011 gewann Suleiman Khalil, der von 2000 bis 2009 mit seiner Familie in den USA gelebt hatte, als Mitglied der gewaltfreien Opposition gegen die Baath-Partei von Baschar al-Assad die Kommunalwahlen in Sadad und wurde so für kommenden Jahre, also in der Zeit des Bürgerkrieges in Syrien Bürgermeister des Ortes.
Am 21. Oktober 2013 nahmen islamistische Rebellen der Al-Nusra-Front und der Freien Syrischen Armee die Ortschaft ein, wobei mindestens neun Menschen starben. Am 22. Oktober 2013 begannen Gegenangriffe der syrischen Armee. Am 28. Oktober eroberte die syrische Armee Sadad zurück. Zurückkehrende Dorfbewohner und Geistliche der syrischen orthodoxen Kirche fanden zwei Massengräber mit zusammen 30 zivilen Toten, darunter Frauen und Kindern. Insgesamt wurden in der Zeit der Besetzung 45 christliche Bewohner getötet und mehrere Kirchen geplündert.
Am 15. Oktober 2015 griffen Einheiten des Daesch (IS) Sadad an. Zur Verteidigung des Ortes befanden sich hunderte christliche Milizionäre in Sadad. Diesmal waren es die vom Sadader Bürgermeister Suleiman Khalil aufgestellten christlichen Milizen, welche die islamistischen Angreifer zurückwarfen. Jahre später galt das christliche Sadad in Syrien als Vorzeigeort, in dem erhebliche Teile der 2013 zerstörten Infrastruktur wieder aufgebaut wurden, so das Krankenhaus und die Strom- und Wasseranlagen.

## Wirtschaft
In den 1980er Jahren war für einen Großteil der Einwohner von Sadad die Arbeit in der Textilindustrie eine Haupteinnahmequelle. Wichtigste Produkte waren Abayas und Wollmatten, die an die Beduinen der Umgebung veräußert wurden. Sadad war ein Handelszentrum auch für Zeltplanen, sonstige Textilien, Sättel, Kaffee und Tee.

## Sehenswürdigkeiten
In Sadad, dessen Bevölkerung zu etwa 90 % christlich ist, befinden sich mehrere Kirchen, darunter die Kirche Mar Sarkis (Sankt Sergius), die Kirche Sankt Bacchus und die Kirche Sankt Theodor, die alte Fresken aufweisen.